# Achtunddreißig
Die Achtunddreißig (38) ist die natürliche Zahl zwischen Siebenunddreißig und Neununddreißig. Sie ist gerade.

## Mathematik
38 ist die Summe der ersten drei Primzahlquadrate ({\displaystyle 2^{2}+3^{2}+5^{2}=38}). Außerdem ist {\displaystyle 38!-1=523.022.617.466.601.111.760.007.224.100.074.291.199.999.999} die sechzehnte Fakultätsprimzahl. Zudem ist Achtunddreißig ein Nichttotient, d. h., es gibt kein {\displaystyle x\in \mathbb {N} }, so dass {\displaystyle \Phi (x)=38}. Darüber hinaus ist Siebenunddreißig und Achtunddreißig das erste Paar aufeinanderfolgender natürlicher Zahlen, die durch keine ihrer Ziffern teilbar sind. Des Weiteren ist 38 die größte gerade Zahl, die nicht als Summe von zwei ungeraden zusammengesetzten Zahlen dargestellt werden kann. Zusätzlich lässt sich trivialerweise erkennen, dass 38 die Summe jeder Reihe eines magischen Sechsecks dritten Grades ist.

## Chemie
38 ist die Ordnungszahl von Strontium.